# Stazione di Keiō-Hachiōji
La stazione di Keiō-Hachiōji (京王八王子駅?, Keiō-Hachiōji-eki) è una delle principali stazioni ferroviarie di Hachiōji, città conurbata con Tokyo, e serve la linea Keiō principale della Keiō Corporation. A poca distanza si trova la stazione di Hachiōji della JR East.

## Linee
Keiō Corporation
● Linea Keiō

## Traffico
I treni diretti a Shinjuku hanno una frequenza di circa un treno ogni 10 minuti per tutto il giorno, così suddivisi durante i giorni feriali:
- 3 Espressi speciali all'ora (con fermate a Takahatafudō, Seiseki-sakuragaoka, Fuchū, Chōfu, Meidaimae, Shinjuku)
- 3 Locali

## Struttura
La stazione dispone di due marciapiedi laterali con due binari sotterranei di testa, dal momento che questa stazione rappresenta il capolinea della ferrovia.
| 1-2 | ● Linea Keiō | per Takahatafudō, Fuchū, Chōfu, Meidaimae, Shinjuku e linea Shinjuku della metropolitana di Tokyo |

## Stazioni adiacenti
| «          | Servizio      | »          |
| Linea Keiō | Linea Keiō    | Linea Keiō |
| ---------- | ------------- | ---------- |
| Capolinea  | Tutti i treni | Kitano     |